# Teramo Calcio 1983-1984
Questa voce raccoglie le informazioni riguardanti il Teramo Calcio nelle competizioni ufficiali della stagione 1983-1984.

## Rosa
| N. |                   | Ruolo | Calciatore         |
| -- | ----------------- | ----- | ------------------ |
|    | Italia (bandiera) | C     | Pier Angelo Agosti |
|    | Italia (bandiera) | D     | Daniele Baldi      |
|    | Italia (bandiera) | A     | Girolamo Bizzarri  |
|    | Italia (bandiera) | A     | Gianni Bonfante    |
|    | Italia (bandiera) | D     | Adamo Bruni        |
|    | Italia (bandiera) | C     | Fabio Bucciarelli  |
|    | Italia (bandiera) | A     | Alfredo Canzanese  |
|    | Italia (bandiera) | C     | Massimo Cerri      |
|    | Italia (bandiera) | A     | Giancarlo D'Angelo |
|    | Italia (bandiera) | A     | Bruno Del Pelo     |
|    | Italia (bandiera) | C     | Francesco Iannetti |

| N. |                   | Ruolo | Calciatore           |
| -- | ----------------- | ----- | -------------------- |
|    | Italia (bandiera) | P     | Gunther Mair         |
|    | Italia (bandiera) | P     | Roberto Mancini      |
|    | Italia (bandiera) | C     | Francesco Monaco     |
|    | Italia (bandiera) | D     | Antonio Petricciuoli |
|    | Italia (bandiera) | D     | Paolo Ranocchi       |
|    | Italia (bandiera) | C     | Giovanni Salvatori   |
|    | Italia (bandiera) | D     | Francesco Stanzione  |
|    | Italia (bandiera) | D     | Fabio Tartarelli     |
|    | Italia (bandiera) | A     | Giorgio Tomba        |
|    | Italia (bandiera) | A     | Domenico Torretta    |

## Risultati

### Campionato

#### Girone di andata
| 19 settembre 1983 1ª giornata | Osimana | 1 – 0 | Teramo |  |

| 26 settembre 1983 2ª giornata | Teramo | 4 – 0 | Ravenna |  |

| 2 ottobre 1983 3ª giornata | Potenza | 2 – 0 | Teramo |  |

| 9 ottobre 1983 4ª giornata | Teramo | 3 – 0 | Maceratese |  |

| 16 ottobre 1983 5ª giornata | Pro Italia Galatina | 1 – 0 | Teramo |  |

| 23 ottobre 1983 6ª giornata | Teramo | 2 – 0 | Monopoli |  |

| 30 ottobre 1983 7ª giornata | Jesi | 1 – 1 | Teramo |  |

| 6 novembre 1983 8ª giornata | Teramo | 0 – 2 | Matera |  |

| 13 novembre 1983 9ª giornata | Giulianova | 1 – 0 | Teramo |  |

| 20 novembre 1983 10ª giornata | Teramo | 3 – 1 | Centese |  |

| 27 novembre 1983 11ª giornata | Elpidiense | 1 – 1 | Teramo |  |

| 4 dicembre 1983 12ª giornata | Teramo | 2 – 0 | Martina |  |

| 11 dicembre 1983 13ª giornata | Forlì | 1 – 0 | Teramo |  |

| 18 dicembre 1983 14ª giornata | Teramo | 5 – 1 | Vigor Senigallia |  |

| 8 gennaio 1984 15ª giornata | Teramo | 3 – 1 | Cattolica |  |

| 15 gennaio 1984 16ª giornata | Brindisi | 2 – 1 | Teramo |  |

| 22 gennaio 1984 17ª giornata | Teramo | 3 – 1 | Cesenatico |  |

#### Girone di ritorno
| 29 gennaio 1984 18ª giornata | Teramo | 2 – 0 | Osimana |  |

| 5 febbraio 1984 19ª giornata | Ravenna | 1 – 1 | Teramo |  |

| 12 febbraio 1984 20ª giornata | Teramo | 0 – 0 | Potenza |  |

| 19 febbraio 1984 21ª giornata | Maceratese | 1 – 2 | Teramo |  |

| 26 febbraio 1984 22ª giornata | Teramo | 2 – 0 | Pro Italia Galatina |  |

| 4 marzo 1984 23ª giornata | Monopoli | 1 – 2 | Teramo |  |

| 11 marzo 1984 24ª giornata | Teramo | 1 – 1 | Jesi |  |

| 18 marzo 1984 25ª giornata | Matera | 0 – 0 | Teramo |  |

| 1º aprile 1984 26ª giornata | Teramo | 0 – 0 | Giulianova |  |

| 8 aprile 1984 27ª giornata | Centese | 1 – 0 | Teramo |  |

| 15 aprile 1984 28ª giornata | Teramo | 5 – 0 | Elpidiense |  |

| 29 aprile 1984 29ª giornata | Martina | 0 – 0 | Teramo |  |

| 6 maggio 1984 30ª giornata | Teramo | 1 – 0 | Forlì |  |

| 13 maggio 1984 31ª giornata | Vigor Senigallia | 0 – 0 | Teramo |  |

| 20 maggio 1984 32ª giornata | Cattolica | 0 – 2 | Teramo |  |

| 27 maggio 1984 33ª giornata | Teramo | 2 – 1 | Brindisi |  |

| 3 giugno 1984 34ª giornata | Cesenatico | 0 – 0 | Teramo |  |